# پیز مارتگناس
پیز مارتگناس (به لاتین: Piz Martegnas) یک کوه در سوئیس است که در کانتون گراوبوندن واقع شده‌است. پیز مارتگناس ۲٬۶۸۱ متر بالاتر از سطح دریا واقع شده‌است.